# ویلیام هزلت
ویلیام هَزلِت (به انگلیسی: William Hazlitt) (زاده ۱۰ آوریل ۱۷۷۸ - درگذشته ۱۸ سپتامبر ۱۸۳۰) یک مقاله‌نویس، منتقد ادبی، فیلسوف و نقاش انگلیسی بود.
او هم‌اکنون به عنوان یکی از بهترین منتقدان و مقاله نویسان زبان انگلیسی به شمار می‌آید.
هزلت با نویسندگان مشهوری از جمله ساموئل تیلر کالریج، ویلیام وردزورث و استاندال دوستی و آشنایی داشت.